# Candeleda (kommunhuvudort)
Candeleda är en kommunhuvudort i Spanien.   Den ligger i provinsen Provincia de Ávila och regionen Kastilien och Leon, i den centrala delen av landet, 130 km väster om huvudstaden Madrid. Candeleda ligger 431 meter över havet och antalet invånare är 5 062.
Terrängen runt Candeleda är varierad.Runt Candeleda är det ganska glesbefolkat, med 34 invånare per kvadratkilometer. Närmaste större samhälle är Arenas de San Pedro, 14,4 km öster om Candeleda. 